# Husitské tažení k Baltu
Husitské tažení k Baltu v roce 1433 je jednou z nejznámějších spanilých jízd. Sirotčí vojsko pod vedením hejtmana Jana Čapka ze Sán při této výpravě bojovalo na straně polského krále Vladislava II. Jagella proti Řádu německých rytířů. Husité se svými polskými spojenci protáhli Lužicemi, Novou markou a územím Řádu. Nedaleko dnešního Gdaňsku se dostali až k vodám Baltského moře.
Řád německých rytířů uzavřel kvůli tlaku plenících sirotků a Poláků s králem Vladislavem II. příměří a husité s vyplaceným žoldem a značnou kořistí se úspěšně vrátili zpátky do Čech, kde se zapojili do probíhajícího obléhání katolické Plzně.
Toto tažení se stalo inspirací mnoha českých spisovatelů. Mezi nejznámější literární díla patří báseň Svatopluka Čecha Husita na Baltu a historická povídka Aloise Jiráska Tčevská hranice.

## Důvody k výpravě
Vzájemná spolupráce mezi jednotlivými husitskými svazy vedla v letech 1427 až 1431 k nastolení mocenské stability v Čechách. Husité pod vedením Prokopa Holého v této době přešli do ofenzívy a začali podnikat rejsy na nepřátelská území, především pak do vedlejších zemí Koruny české, Rakous, německých částí Říše a Horních Uher. Hlavními cíli těchto tažení bylo šíření husitských myšlenek v zahraničí a především pak získání kořisti na stále nákladnější obživu polních vojsk. Husitští boží bojovníci se s postupem času začali měnit na obyčejné žoldnéře, kteří již nebojovali za původní ideály, nýbrž za žold.
Špatné počasí a následná katastrofální neúroda v celých Čechách na počátku třicátých let 15. století ještě zvýšila potřebu polních vojsk zajistit si obživu a žold mimo území českého království. Jako nejlepší se jevila varianta opustit zemi a vypravit se na spanilou jízdu mimo území zemí koruny české.
V létě 1432 proto došlo v polských Pabianicích k uzavření dohody mezi zástupci polského krále, Sirotky a Tábory. Husité přislíbili Polákům vojenskou pomoc proti Řádu německých rytířů. Polský král Vladislav II. Jagello, který si od polních vojsk oprávněně sliboval kvalitní bojovou sílu, se zavázal platit husitům žold a zajistit potřebnou výstroj a výživu. Navíc nechal do Čech dopravit na 400 párů bot a přislíbil ručit za případné ztráty polních vojsk na jejich koních.
Proti původnímu předpokladu krále Vladislava vstoupilo nakonec do jeho služeb pouze vojsko sirotků vedené Janem Čapkem ze Sán. Táboři pod velením Jana Parduse a Bedřicha ze Strážnice dali přednost plenění ve Slezsku a na území Spiše. V září 1432 schválil znění pabianických dohod sněm v Kutné Hoře.

## Průběh tažení

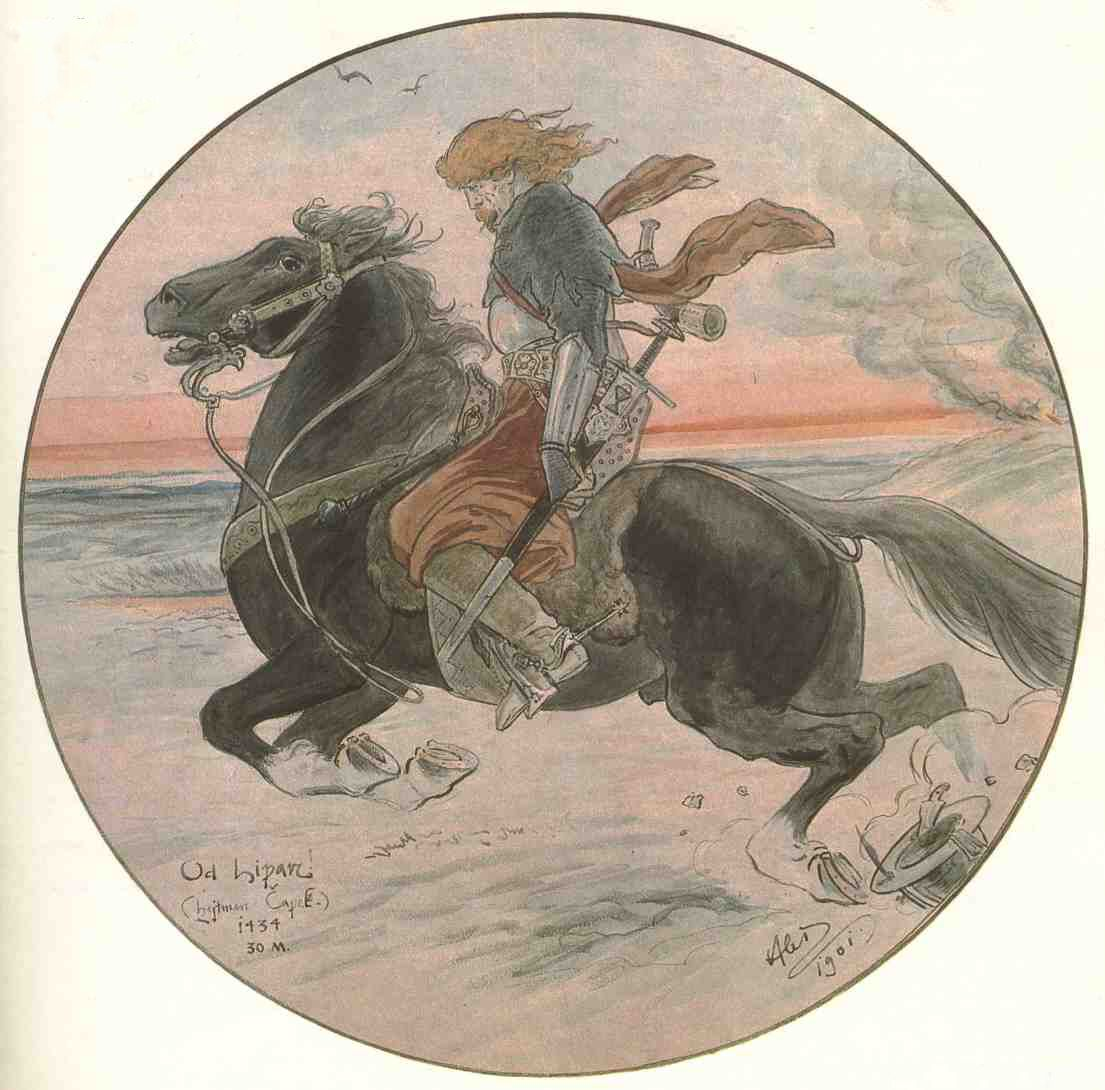
Vůdce sirotčího tažení k Baltu Jan Čapek ze Sán na malbě od Mikoláše Alše

Sirotčí vojsko na konci dubna 1433 ve dvou proudech opustilo Čechy a vydalo se na postup do Horní Lužice. První proud postupoval od Českého Dubu přes Frýdlantsko a dál podél toku Lužické Nisy k městu Penzig (Pieńsk). To uvedlo do pohotovosti hornolužická města, kterým se však husité vyhnuli. Druhá část sirotků postoupila z východních Čech okolo Hirschbergu (Jelení Hora). Ke spojení obou skupin došlo u vesnice Bobrowice. Spojená husitská armáda prý čítala na 7000 pěšáků, 700 jezdců a 350 vozů. Po problematickém přebrodění rozvodněné Odry v Hlohově se k Sirotkům s dvěma sty muži připojil Petr Šafraněc. Spojená armáda táhla dál Velkopolskem k hraničnímu Santoku, načež zamířila na území Nové marky.
Zde se Sirotci okolo 10. června zmocnili města Friedeberg (Strzelce Krajeńskie), načež ve městě upálili tři katolické duchovní ve smolných sudech. Po této popravě se postupujícímu vojsku v Nové marce postupně vzdalo dvanáct měst. Mezi nimi také město Woldenberg (Dobiegniew). U dobře opevněného Landsbergu (Gorzów Wielkopolski) se k Sirotkům připojilo silné vojsko poznaňského hejtmana Sudivoje z Ostrorógu. Ani spojená vojska však neměla dost sil aby město, bráněné zhruba tisícem obránců, dobyla. Husité se svými spojenci proto pokračovali dál k moři. Obsadili opuštěný Soldin (Myślibórz) a pokračovali k silně opevněnému městu Königsberg (Chojna) a dál k Arnswalde (Choszczno).
K výpravě se v polovině června přidal pomořanský vévoda Bohuslav ze Slupce podporovaný městem Stargard (Stargard) a několika dalšími pomořanskými šlechtici. Sirotci se svými polskými spojenci poté vstoupili na území Řádu, přitáhli k Schlochau (Człuchów) a vzápětí společně s hlavní polskou armádou vedenou Mikulášem z Michalówa oblehli 6. července mocnou řádovou pevnost Konitz (Chojnice). Obléhání dobře opevněné a předzásobené pevnosti, jejímž velitelem byl Erasmus Fischborn, trvalo šest týdnů. Husité nemohli při dobývání města využít těžkých palných zbraní, které s sebou na tažení nevzali. Odražený útok a problémy se zásobováním zasely mezi veliteli oblehatelů rozpory. Jan Čapek nesouhlasil s postojem polských vojevůdců požadujících bezpodmínečné dobytí města a doporučoval vyjednávat s velitelem posádky Fischbornem. Polští velitelé si však vymohli útok. Ten rozhodující, kteří Poláci s husity uskutečnili 22. července, však obránci snadno odrazili. Při tomto útoku zapadlo mnoho útočníků v bahně příkopu a několik z nich zachránili až obránci Chojnice. Ti poté zajatce vyměnili za své zajaté druhy. Výprava od dalšího obléhání upustila a sirotci s Poláky zamířili na východ, k jádru řádového území.

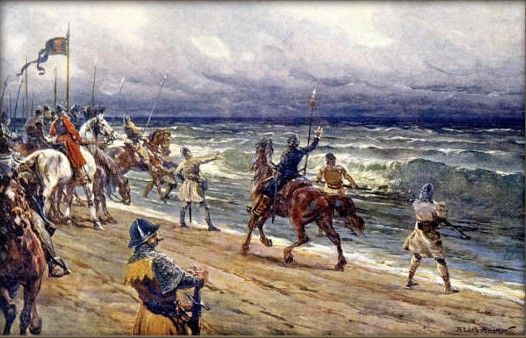
Adolf Liebscher – Čechové na Baltu

Po vyplenění cisterciáckého opatství v Pelplinu se spojenci rozhodli zaútočit na pevnost Tczew. Město bylo díky silnému větru zapáleno a dobyto hned po prvním útoku 29. srpna. V obsazeném Tczewě padlo do rukou husitů množství zajatců a dobyvatelé zde získali velkou kořist. Husité zde nechali na hranici upálit zajaté české žoldnéře bojující ve velmistrových službách. Poté již husité postupovali k moři, načež 1. září 1433 stanuli před opevněným přístavním městem Danzig (Gdaňsk). Výprava rozložila svůj tábor na Biskupské hoře nedaleko města, avšak dobře opevněný Danzig se Sirotci ani nepokoušeli déle obléhat. Po čtyřech dnech se vydali na cestu k nedalekému moři, přičemž vypálili blízký klášter v Oliwě. 4. září pak stanuli na břehu Baltského moře. Dle kronikářů si husité u moře hráli jako malé děti a plnili své čutory mořskou vodou. Část sirotků byla u mořského břehu pasována na rytíře.
| „                  | Hle bratří, přiznávám se vám, že dosáhnuv v těchto místech konce světa, nemohu dále postupovati, protože mi v tom brání mořské vody! | “ |
| — Jan Čapek ze Sán | |   |

Od Danzigu ustoupilo husitské vojsko zpátky k Starogardu a zatímco mezi Řádem a polskou stranou probíhala mírová jednání, stahovali se sirotci dál na jih. Postoupili kolem Bydgoszczi a zmocnili se pohraničního hradu Jasieniece. Zde bylo 13. září dojednáno příměří. Sirotci nevyčkali následných mírových jednání, která se táhla až do konce roku 1433. Definitivně byl mír mezi Řádem a polským králem dojednán až v polovině prosince v Leczyci. Mezitím se sirotčí vojsko vrátilo přes Kujavsko a Velkopolsko zpátky do Čech. Sirotci v čele s Janem Čapkem navštívili dvůr polského krále, který výpravě vyplatil tučný žold a husitské velitele bohatě odměnil. Jako dar navíc věnoval veliteli Janu Čapkovi trofejního velblouda. Husité se tak domů do Čech vraceli s obrovskou kořistí.

## Důsledky

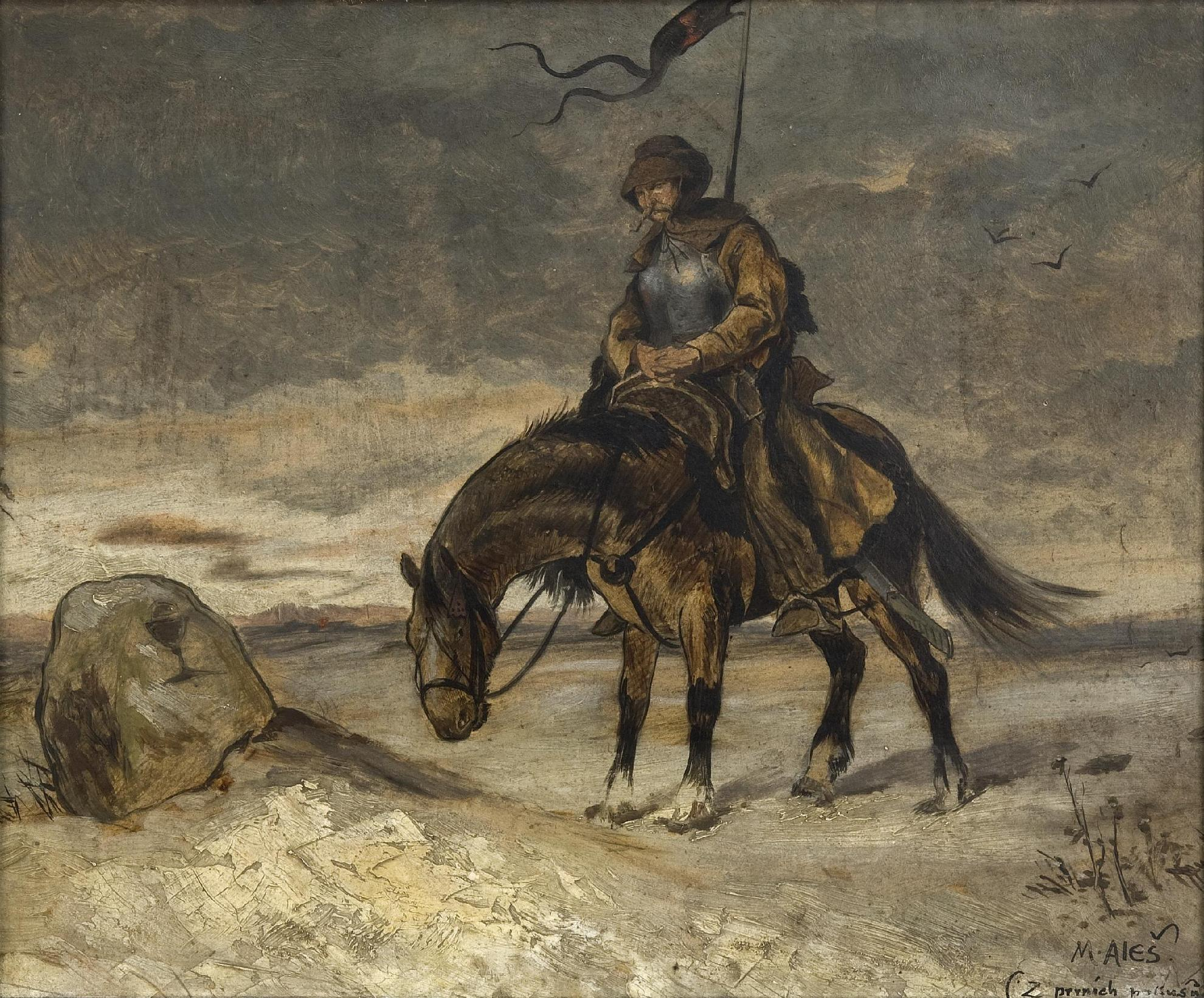
Mikoláš Aleš – Husita na Baltu

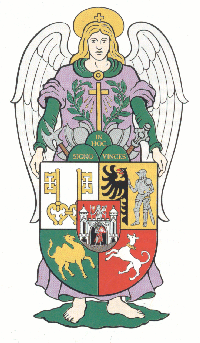
Znak města Plzeň s ukořistěným velbloudem v pravém dolním čtverci

Tato rejsa je nejznámějším a pravděpodobně také vůbec nejúspěšnějším tažením husitů za hranice Českého království. Sirotčí výprava Jana Čapka ze Sán k Baltu, která zajistila sirotčímu polnímu vojsku velikou kořist, uzavřela období spanilých jízd. Sirotci ani táboři však ze svých kořistnických výprav nepřivezli do Čech dostatečné množství zásob a další vydržování polních vojsk v Čechách, kde po další katastrofální neúrodě v roce 1433 reálně hrozil velký hladomor, bylo již téměř nemožné.
Většina navrátivšího se sirotčího vojska se po svém příchodu domů zapojila do probíhajícího obléhání katolické Plzně. Velblouda, kterého si s sebou husité přivedli, jim však plzeňští obránci při jednom ze svých výpadů ukořistili a velblouda proto dodnes můžeme vidět i na plzeňském městském znaku.

## Odkaz v literatuře
Tažení husitů k Baltu inspirovalo Svatopluka Čecha k napsání básně Husita na Baltu. Události spojené s výpravou rovněž inspirovaly Aloise Jiráska k vytvoření historické povídky Tčevská hranice.